# Marina Malfatti
Marina Malfatti (eigentlich Marisa Malfatti; * 25. April 1933 in Florenz; † 8. Juni 2016 in Rom) war eine italienische Schauspielerin.

## Leben
Ihre schauspielerische Ausbildung erhielt Malfatti beim Cours Simon und  beim Centro Sperimentale di Cinematografia. Ab 1958 ab war sie zunächst im Theater und dann in Nebenrollen italienischer Kinofilme zu sehen. Die erste größere Rolle kam 1962 mit dem Film Gebrandmarkt. Beim Fernsehen arbeitete Malfatti ab 1966 und erhielt drei Jahre später den Premio Verga für ihre Interpretation in Mario Landis Dal tu a mio. Ab Anfang der 1970er Jahre spielte sie bis Mitte des Jahrzehntes in einigen Italowestern, vor allem aber in Gialli. Dann widmete sich Malfatti vor allem der Bühne – in den 1990er Jahren bevorzugt unter Regisseur Luigi Squarzina –, der sie bis ins Jahr 2008 treu blieb und nahm nur gelegentlich Fernsehangebote an.
Malfatti war bis zu dessen Tod mit dem Diplomaten Umberto La Rocca (1920–2011) verheiratet.

## Filmografie (Auswahl)
- 1959: Le cameriere
- 1960: Ein Mädchen für einen Sommer (Une fille pour l’été)
- 1962: Gebrandmarkt (Un uomo da bruciare)
- 1963: Die Ehebrecher (I fuorilegge del matrimonio)
- 1965: Eine schöne Visage (Una bella grinta)
- 1967: Schöne Isabella (C’era una volta…)
- 1968: Die Welt des Pirandello (Il mondo di Pirandello) (Fernsehreihe, 1 Folge)
- 1969: Die Verdammten dieser Erde (I dannati della terra)
- 1971: Die Grotte der vergessenen Leichen (La notte che Evelyn uscì dalla tomba)
- 1972: Das Rätsel des silbernen Halbmonds (Sette orchidee macchiate di rosso)
- 1972: Alexander Zwo (Fernseh-Mehrteiler, 3 Folgen)
- 1972: Die Farben der Nacht (Tutti i colori del buio)
- 1972: Die rote Dame (La dama rossa uccide sette volte)
- 1972: Ein Einsamer kehrt zurück (El retorno de Clint el Solitario)
- 1973: Ohne Warnung (Sans sommation)
- 1974: Der Luftballonverkäufer (Il venditore di palloncini)
- 1974: Malombra (Fernseh-Miniserie)
- 1974: Psycho Maniacs (Un fiocco nero per Deborah)
- 1988: Silvia è sola (Fernsehfilm)
- 1994: Mein Baby soll leben (A rischio d'amore) (Fernseh-Miniserie)